# Amastris viridisparsa
Amastris viridisparsa är en insektsart som beskrevs av Broomfield 1976. Amastris viridisparsa ingår i släktet Amastris och familjen hornstritar. Inga underarter finns listade i Catalogue of Life.